# Python Zero
Python Zero är det fjärde studioalbumet med det norska black metal-bandet Dismal Euphony. Albumet gavs ut 2001 av skivbolaget Nuclear Blast.

## Låtlista
1. "Critical Mass" (Kristoffer Vold Austrheim/Ole Helgesen) – 5:19
2. "Python Zero" (Vold/Helgesen) – 4:01
3. "Zentinel" (Vold) – 6:59
4. "Magma" (Helgesen) – 5:25
5. "Birth Reverse" (Vold) – 5:05
6. "Needle" (Vold/Helgesen) – 4:45
7. "Plasma Pool" (Vold) – 8:21
8. "Flyineye" (Helgesen/Vold) – 3:12

## Medverkande
Musiker (Dismal Euphony-medlemmar)
- Ole Helgesen – sång, gitarr
- Kristoffer Vold Austrheim – trummor, gitarr, sampling
- Anja Natasha – sång
- Amok (Frode Clausen) – gitarr
- Svenn-Aksel Henriksen – keyboard

Bidragande musiker
- Erlend Caspersen – basgitarr
- Øyvind Grødem – gitarr (spår 2)
- Øyvind Bjørkelund – didjeridu

Produktion
- Øyvind Grødem – producent, ljudtekniker, ljudmix
- Jostein Johnsen – mastering